# Ingram Micro
Ingram Micro ist ein Großhändler für Informations- und Kommunikationstechnik mit Sitz in Irvine im US-Bundesstaat Kalifornien. Mit weltweit über 35.000 Mitarbeitern und Niederlassungen in 39 Ländern wurde 2020 ein Umsatz von rund 49,1 Mrd. US-Dollar erreicht.

## Geschichte
Das Unternehmen wurde 1979 als Micro-D gegründet und wurde 1989 nach der Übernahme durch den sich im Privatbesitz befindlichen Mischkonzern Ingram Industries in Ingram Micro-D (ab 1991 Ingram Micro) umbenannt. Im selben Jahr trat das Unternehmen durch die Übernahme des belgischen Unternehmens SoftEurop in den europäischen Markt ein, 1992 erstmals auch in den asiatisch-pazifischen Raum. Im Jahr 1996 wurde Ingram Micro durch den Börsengang an der New York Stock Exchange wieder eigenständig.
Im Februar 2016 gab der chinesische Mischkonzern HNA Group bekannt, dass er über seine Tochterfirma Tianjin Tianhai Investment Co. das US-Unternehmen für rund 6 Milliarden US-Dollar übernehmen wird.
Am 9. Dezember 2020 kündigte das US-Private-Equity-Unternehmen Platinum Equity LLC den Kauf von Ingram Micro für 7,2 Milliarden US-Dollar von der HNA Group an. Bis Mitte 2021 soll die Transaktion abgeschlossen sein.

## Ingram Micro Deutschland
Die Ingram Micro Distribution ist Deutschlands größter ITK-Distributor mit Sitz in Dornach bei München.
Daneben existieren Niederlassungen in Braunschweig, Wallenhorst, Lippstadt und Flensburg. Das Logistikzentrum steht in Straubing und hat eine Größe von 80.000 m².
Längere Zeit war das deutsche Tochterunternehmen des US-Konzerns Ingram Micro umsatzmäßig deutlich hinter Computer 2000 (heute zu TD Synnex), Macrotron und anderen Distributoren, bevor man 1998 Macrotron übernahm und kurze Zeit auch unter Ingram Macrotron firmierte.
Macrotron wurde 1972 in München gegründet und startete zunächst mit der Entwicklung, dem Vertrieb und der Wartung von innovativen Test- und Fertigungssystemen für die Elektronik- und Halbleiterindustrie. 1983 wurde die Macrotron Distribution für Computer, Peripherie und Software ins Leben gerufen, die sich schnell zum umsatzstärksten Geschäftsbereich entwickelte. Für kurze Zeit hatte sich Tech Data die Mehrheit an Macrotron zugelegt, bevor Tech Data die damals größere Computer 2000 AG erwarb und Macrotron 1998 an Ingram Micro weiterreichte.
Bei Ingram Micro in Dornach liegt die Verantwortung für die Ingram-Micro-Niederlassungen in Zentral- und Osteuropa, d. h. Österreich, Schweiz und Ungarn.